# تمرد مليبار
بدأ تمرد مليبار عام 1921 لمقاومة الحكم البريطاني الاستعماري والنظام الإقطاعي في مليبار الجنوبية، لكنه انتهى باندلاع عنف جماعي بين الهندوس والمسلمين. وقعت سلسلة من الصدامات بين مسلمي المابيلا القرويين ومُلاك الأراضي الذين دعمهم البريطانيون، واستمرت الصدامات تلك طوال القرن التاسع عشر وحتى أوائل القرن العشرين. بدأ تمرد مليبار ردًا على القمع الصارم الذي لحق بحركة الخلافة، وهي حملة مناصرة للخلافة العثمانية، على يد السلطات البريطانية في إراناد وتحصيل فالوفاند في مليبار. في المراحل الأولى من التمرد، حصلت الحركة على دعم مهاتما غاندي وعدد من القادة القوميين الهنود، ووقعت عدة اشتباكات بين متطوعي حركة الخلافة والجماعات الدينية الأخرى، لكن العنف انتشر عبر المنطقة بأكملها بعد وقت قصير. هاجم المتمردون مراكز الشرطة ومكاتب الحكومة البريطانية والمحاكم والخزائن الحكومية واستولوا عليها.
في المراحل اللاحقة من الصراع، أخمدت الحكومة البريطانية هذا التمرد بقبضة من حديد، فأُرسلت الأفواج البريطانية وأخرى قادمة من جوركا إلى المنطقة، وطُبق القانون العرفي فيها. تُعرف «مأساة العربة» على أنها أحد أشهر الأحداث الجديرة بالذكر خلال فترة القمع تلك، وما حدث حينها هو وفاة 67 سجينًا متمردًا من أصل 90، كان من المفترض نقلهم إلى السجن المركزي في بودانور، اختناقًا على متن عربة بضائع مغلقة تسير على سكة حديدية. خلال 6 أشهر بدءًا من شهر أغسطس، توسع التمرد ليشمل نحو 5200 كلم مربع –أي نحو 40% من منطقة جنوب مليبار الواقعة في رئاسة مدراس. قُدر عدد الموتى بـ 10 آلاف، على الرغم من أن الأرقام الرسمية تفيد بوفاة 2337 متمردًا وجرح 1652 وأسْر 45,404 شخص. تشير الإحصائيات غير الرسمية إلى اعتقال نحو 50 ألف وتهجير 20 ألف فرد منهم، تحديدًا إلى المستعمرة الجزائية في جزر أندامان، بينما تشير الإحصائيات ذاتها إلى اختفاء 10 آلاف فرد. كان فاريانكوناث كونج أحمد حاجي وسيثي كويا ثانغال وعلي مسليار أحد أبرز قادة ذاك التمرد.
يختلف المسؤولون البريطانيون المعاصرون والمؤرخون الحديثون بشكل كبير حول تقييمهم لتلك الحادثة، فتدور نقاط الاختلاف حول الفتيل الذي أشعل ذاك التمرد، تحديدًا ما إذا كان السبب هو التعصب الديني أم الشكاوى والتظلمات الزراعية. في تلك الفترة، أنكر المجلس الوطني الهندي حركة التمرد وظلت الأخيرة معزولة عن الحركة الوطنية الأكبر. لكن وفقًا للتقييمات الهندية المعاصرة اليوم، تُعتبر الحركة انتفاضة وطنية ضد السلطة الإنجليزية وأهم حدثٍ يخص الحركة السياسية في مليبار خلال تلك الفترة.
كانت تلك الحركة، من ناحية استقطابها للجماهير ومدى توسعها، انتفاضة شعبية غير مسبوقة، ولم تشهد ولاية كيرالا مثل تلك الانتفاضة في السابق ولا منذ اندلاعها. على الرغم من أن سكان مليبار هم من تزعم تلك الحركة وهم من حمل عبء وطأة الصراع مع الإنجليز، شارك عدد من القادة غير المنتمين لمليبار بشكل نشط وتعاطفوا مع قضية المتمردين، ما أضفى سمة الانتفاضة الوطنية على التمرد. في عام 1971، اعترفت حكومة كيرالا رسميًا بمن شارك في تلك الأحداث، وأطلقت عليهم صفة «محاربو الحرية».

## خلفية تاريخية

### ملكية الأراضي في مليبار
ارتكز نظام مليبار الزراعي تاريخياً على هرمية الامتيازات والحقوق والالتزامات لجميع الفئات الاجتماعية، وأشار المسؤول البريطاني ويليام لوغان إلى هذا النظام الزراعي في أغلب الأحيان بـ اسم «أبو تشريع مشاركة الأراضي»، واصفاً إياه بنظام «الوحدة الزراعية» أو الملكية المشتركة لكلّ واحدٍ من ملاك الأراضي الرئيسيين.

### جينمي
الجينمي هي أعلى طبقة من الهرم الاجتماعي، وتؤلف بشكل رئيس من البراهمة وزعماء طائفة النايار الإثنية، وهي فئة من الأفراد الذين ورثوا حقوق ملكية الأرض من طرف ملاك الأراضي السابقين أو الحُكام. لم تُعتبر تلك الحقوق المنقولة لطبقة الجينمي ملكية حرة بنظر الأوروبيين، بل أقرب إلى منصب شرفي.

### الفيرومباتاكار
كان الفيرومباتاكار، وهم فئة مؤلفة بشكل رئيس من طبقة الثيا وسكان مليبار، مسؤولين عن حراثة الأرض، لكنهم كانوا ملاك أراضٍ بشكل جزئي أيضًا. مُنحت تلك الطبقات الاجتماعية ما يُعرف بـ فيروم باتام، أو استئجار بسيط للأراضي صالح عادة لمدة عام. ووفقًا للعادات، يُمنح أولئك أيضًا ثلث حصة الإنتاج الصافي.
كان صافي إنتاج الأرض هو الحصة المتبقية بعد توفير حصة الـ تشيروجانماكار أو جميع ملاك الأراضي بالوراثة، مثل النجار والصائغ والعمال الزراعيين الذين ساعدوا في قطاف وتحضير وتخزين المنتوجات. ضَمن هذا النظام عدم تمكن طبقة الجينمي من إخلاء مستأجري الأراضي التابعة لها باستثناء حالة تخلفهم عن دفع الإيجار. وُصف نظام إيجار الأراضي هذا بـ جانمي–كانا–ماريادا (الممارسات العرفية).

### إصلاحات الأراضي وتفشي الأمراض بين المابيلا المسلمين (1836–1921) – نظرية الصراع الطبقي
خلال الغزو الميسوري لمليبار، لجأ الجينمي إلى المناطق المجاورة. تحوّل المستأجرون والرجال من جيش ناير الذين لم يتمكنوا من الهروب إلى الإسلام، حسبما جاء في كتاب دليل مليبار لويليام لوغان. وهكذا، توصلت مملكة ميسور تحت قيادة السلطان تيبو، بعدما تمكنت من طرد الجينمي خارج مليبار، إلى اتفاقية مع الكانكار المسلمين. طُرح نظام جديد من عائدات الأراضي لأول مرة في تاريخ المنطقة، فثُبتت حصة الحكومة من الإنتاج على أساس الإنتاج الحقيقي للأرض.

لكن خلال 5 أعوام، استولى البريطانيون على مليبار وهزموا السلطان تيبو وأنهوا حكمه على المنطقة. سمحت تلك الخطوة بعودة الجينمي إلى منازلهم واستعادة الأراضي التي خسروها إثر الغزو الميسوري، بمساعدة من الحكومة البريطانية ومحاكمها المقبولة دستوريًا حسب الأصول. فرض البريطانيون بالقوة عددًا من المبادئ القانونية الغربية، مثل حقوق الملكية المطلقة، على النظام التشريعي الموجود مسبقًا في مليبار. وحتى تلك الفترة، كانت مثل تلك الحقوق مجهولة في المنطقة. وهكذا، أصبحت كل الأراضي ملكية خاصة للجينمي. حصل الجينمي من خلال هذا الاعتراف القانوني على حقهم في طرد المستأجرين، ونُفذ ذلك عبر المحاكم المدنية البريطانية. قال ويليام لوغان:
اعترفت السلطات البريطانية بالجينمي بصفتهم الملاك المطلقين لأملاكهم، وامتلكوا بذلك حرية أخذ حصة كبيرة من إنتاج الأرض تزامنًا مع سعيهم للصعود إلى طبقات اجتماعية أعلى... تدريجيًا، ساهمت المحاكم البريطانية، المدعومة من الشرطة والقضاة والجيش والأسلحة الثقيلة، في حصول الجينمي على استقلال كامل. لذا أدت الأحكام القاسية المفروضة على الكانكار، بلا شك، إلى فرض أحكام وشروط أقسى من طرف الكانكار على الطبقات الأدنى، وهم الفيرومباتاكار. أما ثلث صافي الإنتاج الذي من المفترض أن يحصل عليه الفيرومباتاكار وفقًا للأعراف، فأصبح عرضة للاستغلال أكثر فأكثر تزامنًا مع تزايد قسوة الأحكام المفروضة على الكاناكار. (حكومة مدراس. 1882، المؤلف. I: xvii, xxxi–ii)
عندما ساءت الظروف، ارتفعت أسعار الإيجار لنحو 75–80 بالمئة من صافي الإنتاج، وكان المزارعون الفيرومباتاكار يحصلون على «الفتات». أدى ذلك إلى استياء كبير بين مسلمي المابيلا، والذين «عملوا ليلًا ونهارًا لتوفير حاجتهم وحاجة زوجاتهم وأولادهم من الطعام» وفقًا لأقوال لوغان نفسه. أدى ذلك الاستياء العام بين المسلمين إلى سلسلة من أعمال العنف التي بدأت عام 1836. شملت تلك الأعمال، على الدوام، قتل الهندوس، وهو أمر اعتبره المسلمون الناقمون واجبًا دينيًا وجزءًا من التزامهم بتأسيس دولة إسلامية.